# Уолш, Джаред
Джаред Джеймс Уолш (англ. Jared James Walsh; 30 июля 1993, Брукфилд, Висконсин) — американский бейсболист, аутфилдер и игрок первой базы клуба Главной лиги бейсбола «Лос-Анджелес Энджелс». Участник Матча всех звёзд лиги 2021 года. На студенческом уровне выступал за команду университета Джорджии.

## Биография
Джаред Уолш родился 30 июля 1993 года в Брукфилде в штате Висконсин. Он окончил старшую школу Пичтри-Ридж в городе Сувани, затем поступил в университет Джорджии. В составе бейсбольной команды университета он себя не проявлял. В 2014 году его показатель отбивания составил всего 18,8 %, на драфте он выбран не был и остался в колледже на четвёртый сезон, что редко происходит с многообещающими игроками. В 2015 году Уолш провёл сезон с показателем отбивания 30,2 %, а его пропускаемость как питчера составила 2,60, но на драфте «Лос-Анджелес Энджелс» выбрали его только в 39-м раунде.
С 2015 по 2019 год Уолш выступал за команды фарм-системы «Энджелс». Прорывным для него стал сезон 2019 года, когда играя за «Солт-Лейк Биз» он отбивал с эффективностью 32,5 % с 36 хоум-ранами и заработал показатель OPS 1,109. В том же году он дебютировал в Главной лиге бейсбола и провёл за «Энджелс» 31 матч. По ходу сокращённого из-за пандемии COVID-19 чемпионата 2020 года Уолш испытывал проблемы с игрой на бите и переводился на запасную тренировочную базу клуба, так как сезон в младших лигах был отменён.
В первой части сезона 2021 года Уолш отбивал с показателем 28,2 % и выбил 22 хоум-рана, после чего вошёл в состав участников Матча всех звёзд лиги. Затем в его игре наступил спад. В течение месяца с 16 июля по 18 августа он смог реализовать только 12 из 65 выходов на биту, набрав всего пять RBI. В концовке сезона результаты Уолша снова улучшились, в последних 38 матчах чемпионата эффективность его игры на бите выросла до 31,9 %. По итогам года он вошёл в число пятидесяти лучших отбивающих лиги по количеству хоум-ранов, набранных RBI и показателю OPS. Всего в 2021 году он сыграл в 144 матчах с показателем отбивания 27,7 %.